# 娜杰日达·阿利卢耶娃
娜杰日达·谢尔盖耶芙娜·阿利卢耶娃（羅馬化：Nadezhda Sergeyevna Alliluyeva；1901年9月22日—1932年11月9日），苏联最高领导人斯大林的第二任妻子。

## 生平
娜杰日达出生在巴库，是住在格鲁吉亚的俄罗斯人谢尔盖·阿利卢耶夫（1866—1945）的四个孩子中最小的孩子，也是最小的女儿。娜杰日达的母亲奧莉加（1877—1951）则拥有德国和格鲁吉亚血统，她说俄语时带有浓重的口音。
十月革命以前，谢尔盖·阿利卢耶夫是一位在高加索工作的铁路工人。1911年，斯大林从流放的西伯利亚逃出，回到格鲁吉亚。阿利卢耶夫一家为斯大林提供庇护，让斯大林藏匿在自己家里。娜杰日达就在自己家里认识了逃亡中的斯大林，当时她还是个孩子。有一次斯大林在她溺水的时候奋勇将其救起，从此她便爱上了斯大林。
十月革命之后，娜杰日达成为列宁办公室的机要秘书。1919年，娜杰日达与斯大林结婚，当时斯大林41岁，而娜杰日达只有18岁。娜杰日达先后在1921年和1926年为斯大林生下了次子瓦西里和女儿斯韦特兰娜。
然而根据娜杰日达的密友莫洛托夫的妻子波林娜·热姆丘任娜的说法，两人的婚姻并不愉快，斯大林和娜杰日达之间经常发生争吵。她还患有精神疾病，可能是躁郁症。莫洛托夫说她情绪波动的时候就像一个“疯女人”一样。她对瓦西里比较亲近，对斯韦特兰娜则比较疏远。她对待子女的态度极为严厉。娜杰日达的女儿斯韦特兰娜后来流亡美国并出版了回忆录，披露了父母之间的关系和生活。

## 逝世

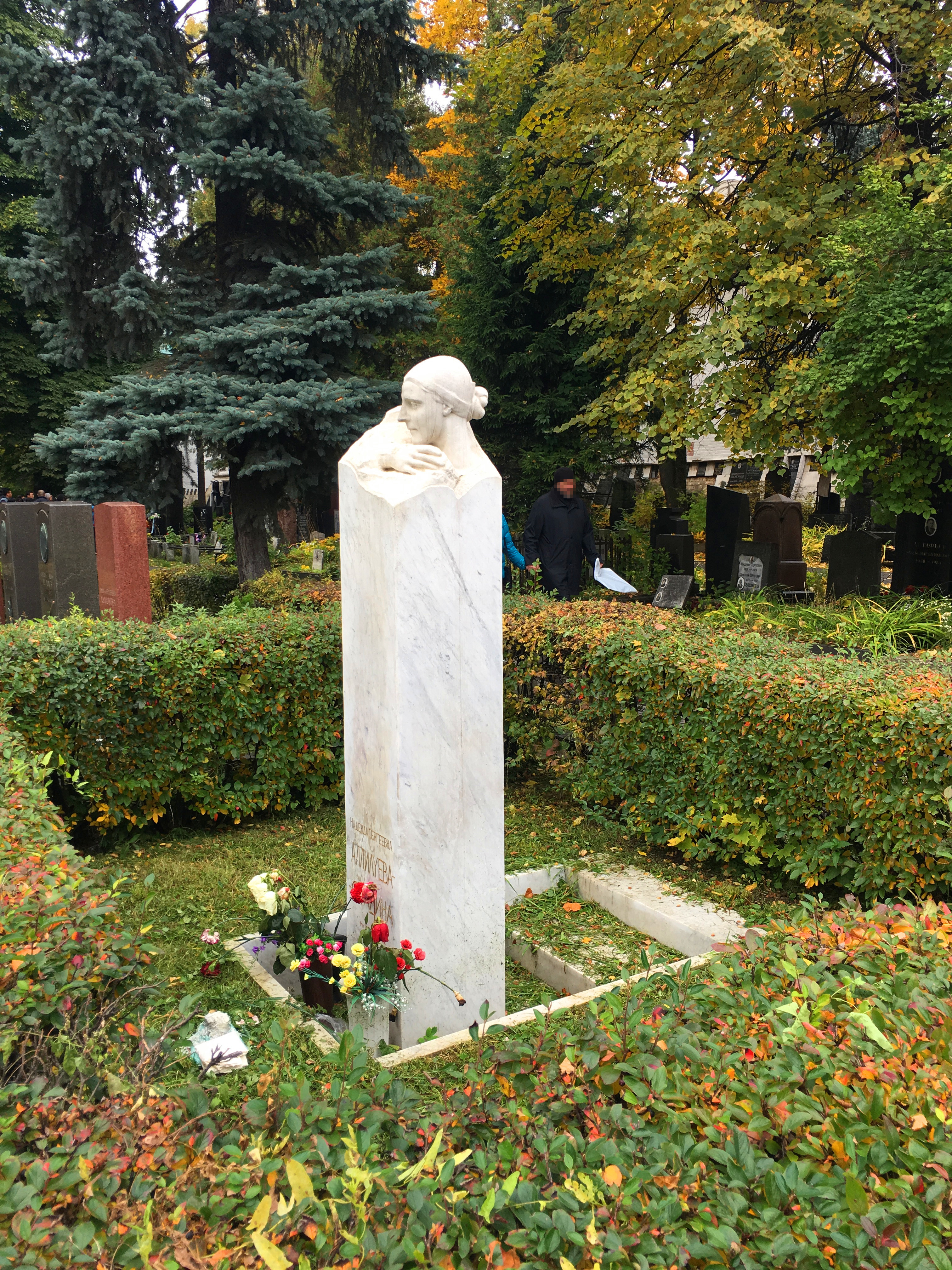
位于新圣女公墓的娜杰日达·阿利卢耶娃墓

在一次公众聚会上，娜杰日达同斯大林发生激烈争吵，次日女仆在娜杰日达的卧室里发现了她的遺體，身边放着一把左轮手枪。然而官方的说法是她死于阑尾炎。克里姆林宫的两位医生列夫·列文和德里米里·普列特尼奥夫（Dmitry Pletnev）拒绝在验尸报告上签字，随后在第二次莫斯科审判中被处决。还有一种说法认为娜杰日达并非自杀，而是被斯大林开枪打死，后来伪造了自杀的现场。
根据同时期证人以及当时斯大林的信件可以推断出，此事件发生后，斯大林非常的不安。